# Aeropuerto de Vitoria
El Aeropuerto de Vitoria (IATA: VIT, OACI: LEVT), es un aeropuerto español gestionado por Aena que fue inaugurado en 1980. Se sitúa a 8 km del centro de la ciudad en terrenos del antiguo municipio de Foronda y muy cerca de los pueblos de Foronda y Antezana de Foronda, por lo que también es conocido como Aeropuerto de Foronda. Debido a su construcción y por motivos de seguridad se tuvo que derribar el pueblo de Otaza, que quedaba al final de la pista y muy cerca del perímetro del aeropuerto.
El aeropuerto de Vitoria cuenta hoy en día con varios vuelos regulares nacionales e internacionales operados por la compañía irlandesa Ryanair. Además, se ha especializado desde 1993 en el tráfico de mercancías, gracias a que varias compañías lo eligieron como punto de llegada de mercancía perecedera y como base de distribución de paquetería. En 2024 fue el cuarto en importancia de España en transporte de mercancías. Actualmente es el aeropuerto referente del norte por sus características y localización.

## Historia

### Aeródromo de Lakua
En el año 1909, tres donostiarras vinieron a Vitoria para realizar pruebas con un avión, el A.M.A. Este avión iba montado sobre una rampa con rieles por la que descendía el aparato. Al llegar al final, el avión se soltaba, aunque nunca se realizó ningún vuelo propiamente dicho. En el lugar donde se habían realizado las pruebas quedó establecido el aeródromo del Campo de Lakua. El aeródromo fue inaugurado oficialmente el 16 de marzo de 1913, junto a la escuela de aviación Garnier.

### Aeródromo de Salburua
En 1934, el Ministerio de Comunicaciones autorizó la construcción de un aeródromo, ubicado en el emplazamiento actual de Salburua, entonces un kilómetro al este de Vitoria, entre las localidades de Elorriaga y Betoño, junto a la carretera N-I. Es declarado de interés general y de servicio público; fue inaugurado el 29 de septiembre de 1935, llamándose José Martínez Aragón. De él partieron los aviones de la Legión Cóndor alemana y la Aviación Legionaria italiana que realizaron el bombardeo de Guernica en 1937. Tras la guerra civil española pasó a llamarse aeropuerto General Mola (debido a que Mola falleció en un accidente de avión cuando regresaba a dicho aeropuerto de Vitoria), aunque sin actividad aérea; un decreto de 12 de julio de 1946 lo reabrió al tráfico aéreo civil, nacional e internacional de turismo y escalas técnicas del tráfico comercial. Seis meses después cerró de nuevo al tráfico.
No se abrió hasta 1948, cuando la Diputación Foral de Álava y el ayuntamiento de Vitoria lo donaron al Ministerio del Aire. Durante el año 1952 Aviaco realizó vuelos de pasajeros a Barcelona y Madrid. En 1957 volvió a cerrarse al tráfico aéreo. El 15 de septiembre de 1965 se firmaron las escrituras de cesión al Ayuntamiento  tras lo cual al año siguiente abrió solo para las operaciones de aviación privada y deportiva.

### Aeropuerto actual Vitoria-Foronda
En 1970, la Cámara de Comercio e Industria de Álava solicitó la intervención de la Diputación Foral para establecer vuelos que unieran Vitoria con las principales ciudades españolas y europeas. Los primeros análisis que se realizaron pusieron de manifiesto la imposibilidad de utilizar el aeropuerto existente. Se decidió que la mejor solución económica y técnica era construir un nuevo aeropuerto cerca de Foronda, cuya construcción fue aprobada en el verano de 1972.
En 1976, la subsecretaría de Aviación Civil aprobó la primera fase del aeropuerto, que supuso la construcción de una pista de vuelo de 2200 por 45 metros, la instalación de un sistema ILS categoría II, un VASIS, un medidor de Alcance Visual en la Pista (RVR) y un medidor de altura de nubes. La pista se amplió posteriormente a 3000 metros y más tarde, a la actual medida de 3500m de largo. En 1978 se inició la contratación del edificio contra incendios, instalaciones de la torre de control, urbanización y accesos.
El 30 de enero de 1980 se publicó la orden ministerial que abrió al tráfico nacional e internacional de pasajeros el aeropuerto de Vitoria, con horario de utilización permanente y clasificado ya como de primera categoría especial. El 16 de febrero, la Diputación Foral transfirió la titularidad de los terrenos, edificios e instalaciones al Ministerio de Transportes y se firmó la desafección de los terrenos de uso aeronáutico del aeródromo antiguo, revirtiendo los mismos al Ayuntamiento de Vitoria y a la Diputación Foral de Álava. El 6 de abril, Iberia inauguró la línea Madrid-Vitoria.

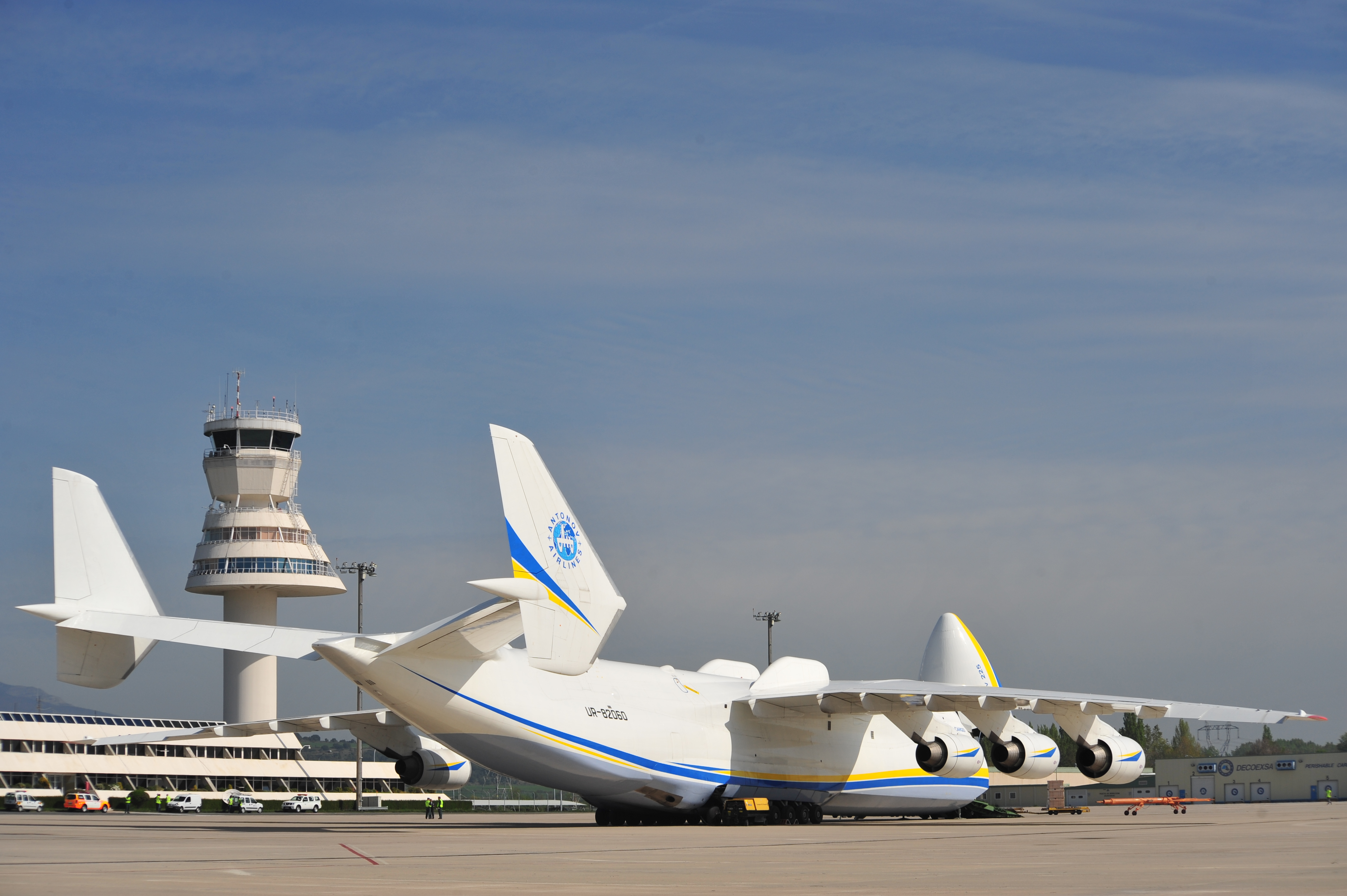
Antonov An-225 en el aeropuerto.

En 1981 se ampliaron las instalaciones aduaneras para el despacho de mercancías, con lo que a partir de 1993 el aeropuerto pasó a especializarse en el tratamiento de carga aérea y asumió el papel de centro distribuidor de mercancías de la zona norte peninsular. Para fomentar esta actividad se constituyó en 1994 la sociedad VIA, formada por Aena, el Ayuntamiento de Vitoria, la Cámara de Comercio e Industria de Álava, la Diputación Foral y el Gobierno Vasco.
Hoy en día cuenta también con edificios logísticos de las empresas de transportes DHL y TNT. También están ubicadas allí las nuevas instalaciones del Aeroclub de Vitoria Heraclio Alfaro, fundado en 1953. También en 2006 fue construida nueva terminal de DHL con capacidad suficiente para alojar aeronaves pesadas tipo Boeing 747.
El 26 de octubre de 2007 Ryanair dejó de operar en el aeropuerto, según fuentes informativas, porque la empresa no veía futuro a las líneas que ofrecía ya que tenían una ocupación por debajo de las expectativas.
En 2011 se suprimieron los vuelos regulares de pasajeros. A lo largo del año 2011 los movimientos sociales comienzan una activa campaña a favor del relanzamiento del aeropuerto, con diferentes manifestaciones.
En 2012 volvió a haber vuelos de pasajeros en verano.
La compañía Helitt fletó vuelos Vitoria-Barcelona-Vitoria durante parte del año 2012, hasta su colapso económico general como compañía, con lo cual tuvo que abandonar en poco tiempo todos sus vuelos regulares.
En 2013 pierde su categoría de 24 horas y su puesto de inspección fronterizo de animales. En octubre de 2014 se realizó un vuelo chárter a Nueva York, con su correspondiente vuelo de vuelta.
Durante el verano de 2015 se operaron vuelos chárter a Jerez de la Frontera, Menorca y Palma de Mallorca. En el año 2016 se realizó un concurso público para el establecimiento de vuelos regulares, al que solo se presentó la aerolínea irlandesa Ryanair.
En el año 2017 comenzaron los vuelos de dicha compañía a Aeropuerto de Bérgamo-Orio al Serio y Aeropuerto de Tenerife Sur. A partir de octubre de 2017 se añaden los destinos de Sevilla y Colonia.
A raíz de la decisión de la compañía irlandesa Ryanair de cerrar la base en Tenerife Sur el 7 de enero de 2020, se canceló la operativa de la ruta con este aeropuerto siendo reemplazada por una nueva a Málaga desde la última semana de marzo de 2020. Posteriormente Ryanair ha añadido nuevas rutas nacionales Palma de Mallorca, Gran Canaria y Alicante-Elche. La última incorporación, en 2021, ha sido la ruta a Tenerife Norte operada por la compañía Binter Canarias.

## Instalaciones

### Pista de aterrizaje
La pista del Aeropuerto de Vitoria (04-22) es de hormigón asfáltico, con 3.500 metros de longitud y 45 metros de ancho. Es una de las pistas más largas de España y permite la llegada de aviones de mayor tamaño como el Boeing 747 o los Antonov.

### Terminal de pasajeros
La terminal de pasajeros del aeropuerto cuenta con 5 puertas de embarque (3 para salidas y 2 para llegadas); La instalación cuenta además con 6 mostradores de facturación y dos cintas para la recogida de equipajes.
El 2 de agosto de 2018 se volvió a abrir al público la cafetería del aeropuerto; este equipamiento se encuentra situado en el área de la terminal anterior a los controles de acceso al área de embarques y está gestionada por la empresa pública INDESA perteneciente a la Diputación Foral de Álava/Arabako Foru Aldundia.

### Terminales de carga
El aeropuerto de Vitoria, especializado en carga aérea, dispone de las instalaciones precisas para dar servicio a todo tipo de aeronaves, al contar con una amplia zona logística donde se ubican las compañías de handling y autohandling de mercancías, así como otros operadores logísticos, agentes de carga, couriers, etc. Asimismo, dispone de PIF autorizado para la importación de productos embalados destinados a consumo humano HC(2). La localización estratégica del aeropuerto de Vitoria, en el eje del Arco Atlántico, le permite acceso rápido y directo a las diferentes carreteras, autopistas y autovías. Actualmente es el cuarto aeropuerto español que más mercancía mueve, cada año alcanzando cifras superiores.

## Accesos

### Automóvil
El único acceso al aeropuerto de Vitoria es la carretera N-624. Esta carretera parte de la N-622, que une Vitoria con Bilbao mediante su conexión con la AP-68 en las inmediaciones de Altube. La distancia desde el centro urbano de la capital hasta el ramal que da acceso al aeropuerto es de unos diez kilómetros, por lo que el tiempo medio empleado en el recorrido es de quince minutos. Se encuentra conectado directamente con la AP-1.

### Taxi
Hay garantizados los taxis cuando hay vuelos. Existe una parada de taxis frente a la terminal.

### Autobús
Desde el 1 de julio de 2025, Autobuses La Unión, conecta el aeropuerto con Vitoria realizando paradas en la Estación de Autobuses y la Calle Cadena y Eleta (frente a la antigua estación de servicio). También ofrece conexión con Bilbao (Bolueta) y el aeropuerto de Bilbao (Loiu). Para que el autobús pare en el aeropuerto de Vitoria, es necesario comprar billete previamente. Esta línea, de carácter diario, funciona desde las 04:30 h hasta las 21:45 h. Ver horarios. Los billetes se pueden comprar en la página web de Autobuses La Unión.

## Medio ambiente
En mayo de 2002, el aeropuerto de Vitoria obtuvo el Certificado de Gestión Medioambiental ISO-14001 otorgado por AENOR (Asociación Española de Normalización y Certificación). Con ello se valida el esfuerzo realizado por el aeropuerto en el ámbito medioambiental. Algunas de las medidas realizadas son la gestión de residuos sólidos con su separación y valoración, la gestión de residuos peligrosos, la ampliación del caudal de vertido de la depuradora y las mejoras establecidas en esta depuradora, así como la regulación y la captación de aguas superficiales para riegos. También se han establecido objetivos en la reducción de consumo y reciclaje de papel y material informático.

## Aeronaves utilizadas por cada aerolínea

### Pasajeros
Ryanair: Boeing 737 NG y Boeing 737 Max

 Volotea: Airbus A319 y Airbus A320

### Carga
ASL Airlines Belgium: Boeing 737-4xx (SF)

 Cygnus Air: Boeing 737-2xx (PCF)

 DHL: Airbus A300B4-622R(F), Boeing 737-4xx (SF) y Boeing 757-2xx (PCF)

 DHL Air UK: Boeing 757-2xx (PCF)

 Swift Air: Boeing 737-4xx (SF) y Boeing 757-223 (PCF)

## Aerolíneas y destinos

### Novedades en destinos, operadores, operaciones especiales y frecuencias
| Ciudad de destino | Modelo de avión    | Aerolínea/operador | Fecha inicio / fin      | Observaciones          |
| ----------------- | ------------------ | ------------------ | ----------------------- | ---------------------- |
| Barcelona         | Airbus A319 / A320 | Volotea            | 06-11-2025 (Year Round) | Nueva ruta y operador. |
| Madrid            | Airbus A319 / A320 | Volotea            | 06-11-2025 (Year Round) | Nueva ruta y operador. |

Última actualización: 17/07/2025

### Operativas especiales
| Ciudad                                    | Aeropuerto de Destino                                | Modelo Avión | Operador    | Ida               | Vuelta            |
| Verano 2025                               | Verano 2025                                          | Verano 2025  | Verano 2025 | Verano 2025       | Verano 2025       |
| ----------------------------------------- | ---------------------------------------------------- | ------------ | ----------- | ----------------- | ----------------- |
| Bari                                      | Bari-Palese                                          | CRJ1000      | Air Nostrum | 14-09-25          | 21-09-25          |
| Turquía: Circuito por Turquía             |                                                      |              |             |                   |                   |
| Turquía                                   | Estambul → Nevsehir (Capadocia) ←                    |              |             | 22-09-25          | 29-09-25          |
| Egipto: Caprichos del Nilo con Abu Simbel |                                                      |              |             |                   |                   |
| El Cairo                                  | Internacional de El Cairo                            | Boeing 737   | Egyptair    | 19-10-25 26-11-25 | 26-10-25 01-12-25 |
| Puente de la Constitución                 |                                                      |              |             |                   |                   |
| Budapest                                  | Budapest-Ferenc Liszt                                |              |             | 04-12-25          | 08-12-25          |
| Bratislava                                | Bratislava-Milan Rastislav Štefánik                  |              |             | 05-12-25          | 08-12-25          |
| Verona                                    | Verona-Villafranca                                   |              |             | 05-12-25          | 08-12-25          |
| Semana Santa 2026                         |                                                      |              |             |                   |                   |
| El Cairo                                  | Internacional de El Cairo → Internacional de Luxor ← | Boeing 737   | Egyptair    | 04-04-26          | 11-04-26          |

Última actualización: 11/08/2025

### Pasajeros

#### Destinos nacionales
Leyenda: El punto rojo corresponde al Aeropuerto de Vitoria, los verdes a los destinos regulares, los azules a los destinos estacionales y los violetas a nuevos destinos.

| Ciudades          | Nombre del aeropuerto                          | Operador             | Frecuencias   |
| ----------------- | ---------------------------------------------- | -------------------- | ------------- |
| Alicante          | Aeropuerto de Alicante-Elche Miguel Hernández  | Ryanair              | L M X J V S D |
| Barcelona         | Aeropuerto Josep Tarradellas Barcelona-El Prat | Volotea              | L M X J V S D |
| Madrid            | Aeropuerto Adolfo Suárez Madrid-Barajas        | Volotea              | L M X J V S D |
| Málaga            | Aeropuerto de Málaga-Costa del Sol             | Ryanair (estacional) | L M X J V S D |
| Palma de Mallorca | Aeropuerto de Palma de Mallorca-Son Sant Joan  | Ryanair (estacional) | L M X J V S D |
| Sevilla           | Aeropuerto de Sevilla                          | Ryanair              | L M X J V S D |

Destinos y operativas temporada verano 2025

#### Destinos internacionales
Leyenda: El punto rojo corresponde al Aeropuerto de Vitoria-Gasteiz, los verdes a los destinos regulares, los azules a los destinos estacionales, los violetas a nuevos destinos y los naranjas a operativas especiales.
| Ciudades  | Nombre del aeropuerto                | Operador | Frecuencias   |        |
| Europa    | Europa                               | Europa   | Europa        | Europa |
| --------- | ------------------------------------ | -------- | ------------- | ------ |
| Bélgica   |                                      |          |               |        |
| Charleroi | Aeropuerto de Bruselas Sur-Charleroi | Ryanair  | L M X J V S D |        |
| Italia    |                                      |          |               |        |
| Bérgamo   | Aeropuerto de Bérgamo-Orio al Serio  | Ryanair  | L M X J V S D |        |

Destinos y operativas temporada verano 2025

### Carga

#### Destinos nacionales e internacionales
Leyenda: El punto rojo corresponde al Aeropuerto de Vitoria-Gasteiz y los verdes a los tránsitos regulares
| Operador Logístico | Operador Aéreo          | Aeropuerto de Origen/Destino                                                       |
| ------------------ | ----------------------- | ---------------------------------------------------------------------------------- |
| DHL                | E.A.T. Leipzig          | Bruselas, Leipzig-Halle, Lisboa, Oporto y Sevilla                                  |
| DHL                | Swiftair                | Alicante, Colonia-Bonn, Milán-Malpensa, Santiago de Compostela, Sevilla y Valencia |
| DHL                | DHL Air UK / Cygnus Air | East Midlands                                                                      |
| FedEx              | ASL                     | Lieja, Aeropuerto de Madrid-Barajas Adolfo Suárez y Sevilla                        |